# Antony Hamilton
Antony Hamilton (4 de mayo de 1952 - 29 de marzo de 1995) fue un actor; modelo y bailarín/coreógrafo británico-australiano, también conocido como Tony Hamilton, que se dio a conocer para la audiencia por ser el nuevo coprotagonista de la accidentada serie de televisión Cover-Up, emitida originalmente por la cadena de televisión estadounidense CBS durante los años 1984-1985.

## Biografía
Antony Hamilton nació el 4 de mayo de 1952 en Liverpool, Gran Bretaña. Con apenas dos años, fue adoptado por un matrimonio australiano formado por el Coronel de las Fuerzas Aéreas Australianas Donald Smith y su esposa Margaret. Desde la edad de tres años, creció en una pequeña granja de ovejas de unos 650 acres en la localidad australiana de Adelaida. Allí acudió al Colegio Escocés donde la danza y el ballet eran parte significativa del expediente académico.
Con el apoyo de su padre, en 1967 Tony abandonó el Colegio Escocés a la edad de 15 años para entrar en la Escuela de Ballet Australiana en Melbourne. Una vez completó su formación y en los procesos de selección se puso de manifiesto que no sólo tenía aptitud dramática, sino que había sido bendecido con un talento único para la danza, la Compañía Australiana de Ballet le dio la bienvenida. Mientras estaba de gira con "Gemini" en Moscú, el fotógrafo de danza Vladimir Bliokh quedó impactado cuando lo vio y le hizo más de 200 fotos antes de despedirle en el aeropuerto de Moscú. Aunque impresionado con las fotos, Tony siguió la gira durante dos años más antes de renunciar a la compañía en 1973 para entonces mudarse a Londres e iniciar su carrera como modelo.
Durante diez años trabajó como modelo para diseñadores como Gianni Versace y fue fotografiado por importantes fotógrafos en revistas como "Vogue" y "GQ", siendo uno de los modelos favoritos de fotógrafos como Richard Avedon, Skrebneski, y Bruce Weber. Su fotogenia le permitió trabajar en publicidad impresa para Versace; como modelo con frases para un anuncio de la pasta de dientes "Close-Up", e incluso dando un giro a lo Fred Astaire en un anuncio de 1979 para la marca de medias Hanes. Ese año Tony sería parte del elenco de una película de bajo presupuesto de vampiros ambientada en el mundo de las discotecas Nocturna: nieta de Drácula, tras lo cual se dirigió a Hollywood a probar suerte con la interpretación.

### Salto a la fama
Mayormente los actores buscan perfeccionar su arte dando clases cuando el tiempo se lo permite. Fue en una clase de actuación donde Tony coincidió por primera vez con Jon-Erik Hexum. No se hicieron amigos al instante porque sus vidas personales eran radicalmente opuestas, aunque como conocidos habituales se trataban de forma correcta, ya que al contar con físicos similares casi siempre coincidían en cástines para el mismo personaje. En 1984 tanto Tony como Jon-Erik coincidieron en los cástines de la película de la cadena ABC Samson and Delilah y para el protagonista masculino de la serie Cover-Up de la cadena de televisión CBS. Tony fue elegido de entre doscientos actores para interpretar el papel se Sansón, mientras que Jon-Erik lo fue para el papel de Mac Harper en la serie Cover-Up. El personaje de Mac Harper, era un exmilitar que se convertía en agente de una organización secreta del gobierno y que trabajaba en equipo con Danielle Reynolds, interpretada por Jennifer O'Neill, que era la protagonista femenina de la serie. Ambos tenían como jefe a Henry Towler, que era encarnado por el actor Richard Anderson. Para ocultar esta profesión, Danielle, se camuflaba como una prestigiosa fotógrafa y Mac era su modelo masculino favorito, de modo que en medio de las sesiones fotográficas se ocupaban de resolver complejos casos de espionaje y terrorismo. Por su parte, en 1984, sería "introducido" a la gran audiencia en el telefilm Samson and Delilah, rodado en México y emitido por la cadena ABC el 1 de abril de 1984

Says Bob Murray, a Hamilton fan and biographer: For all intents and purposes, he was discovered playing Samson. Antony tested for Cover Up using the same scene that Jennifer and Jon-Erik shot in the pilot, where the characters are introduced to each other. He was pretty much cast on the spot. I think this was a time in his career with anyone who had a hand in Antony Hamilton's life decided they were going to push him. This was going to be his catalyst into the spotlight.(Dijo Bob Murray, fan y biógrafo de Hamilton: Para todos los efectos, fue descubierto interpretando a Sansón. Antony fue probado para Cover Up en la misma escena que Jennifer y Jon Erik-shot, donde los personajes se presentan el uno al otro en el episodio piloto. Fue bastante emitidos en el acto. Creo que este fue un momento de su carrera en el que alguien quien tuviese mano en la vida Antony Hamilton, decidiera darle un empujón. Esto iba a ser su impulsor en el centro de atención.)
Douglas Snauffer - The show must go on: how the deaths of lead actors have affected television series (ISBN 0-7864-3295-0) (pag. 91)

En octubre de 1984 con la muerte de Jon-Erik, cuando tan sólo había rodado los siete primeros episodios, al sufrir un inesperado accidente tras bromear con sus compañeros de rodaje al apuntarse y dispararse en la sien con una pistola de fogueo. A partir del episodio número ocho los guionistas se vieron obligados a hacer modificaciones en la trama de la serie, en la que el personaje de Mac Harper fallecía en una misión y era reemplazado por un nuevo agente. Los productores de la serie se apresuraron en buscar a alguien para llenar el vacío en el reparto que su muerte había dejado. Considerando que era un gesto de mal gusto, Tony no se acercó a los productores para hacerse con el papel. En su lugar, el papel vino a él durante el rodaje de su segundo largometraje para televisión de 1985 Mirrors. A Tony se le ofreció un papel de nueva creación, el de Jack Striker como sustituto del personaje interpretado por Jon-Erik.
El personaje de Jack Striker también era un exmilitar y compañero de guerra de Harper, e interpretado por Antony, quien permaneció en la serie el resto de la temporada al igual que la protagonista femenina Jennifer O'Neill. Cover-Up fue un gran paso en su esfuerzo por hacerse una carrera en Hollywood. El aspecto físico "cincelado" de Tony sin duda encajaba dentro de los criterios para el personaje. La serie fue cancelada en el episodio veinte por baja audiencia en Estados Unidos pero con notable éxito en otros países. "Cover Up" fue muy famosa en los países de Europa y América Latina en los cuales se emitió y donde se la conoció con diferentes títulos adaptados: Camuflaje (España), Espion Modèle (Francia), Modelo Masculino (Argentina), Espías a la Moda (Chile), etc. Un aspecto destacado de la serie fue el tema central que se usó para su cabecera y que fue una versión interpretada por Elizabeth Daily del Holding Out for a Hero que había hecho famoso Bonnie Tyler.
Tony alternaba los rodajes de la serie Cover-Up y el telefilm Mirrors con un tiempo tan ajustado entre ambos que se le llegó a poner un helicóptero a su disposición para poder llegar a tiempo al set de rodaje contrario:

"I'd get up at 5 for Mirrors, be on that set all day, start work on Cover Up at 7 P.M., work until 2 A.M., and then start the whole cycle over again. A couple of times they had to fly me from one set to another by helicopter. At one point, I called my father in Australia to bitch about this backbreaking schedule. Dad said, "Let me tell you a war story. In the Battle of Britain, I fought the Luftwaffe every day from 3 A.M. until midnight. My valet had to get me up after two hours' sleep. He'd be court-martialled if he didn't have my signature on his wake-up slip. And that went on for months. So don't complain, son." I stopped complaining" (...me levantaba a las cinco de la mañana para "Mirrors", estaba en el set todo el día, empezaba a trabajar en Cover-Up a las 7pm y no terminaba hasta las 2am, y luego a comenzar el ciclo otra vez. Un par de veces que tuve que volar de un set a otro en helicóptero. En un momento, llamé a mi padre a Australia para quejarme de este agotador horario. Papá dijo: "Déjame contarte una historia de guerra. En la Batalla de Inglaterra, que luchó contra la Luftwaffe todos los días desde las 3am hasta la medianoche. Mi asistente me tenía que levantarme después de dormir dos horas. Había una corte marcial si no tienen mi firma en su deslizamiento de despertador. Y que se prolongó durante meses. Así que no te quejes, hijo". "Dejé de quejarse") Declaraciones de Antony Hamilton recogidas en IMDb.com

Durante el rodaje de Cover-Up y ante la imposibilidad de hacerlo el propio Pierce Brosnan por estar ligado por contrato a la serie Remington Steele, Tony estaba siendo seriamente barajado como sucesor de Roger Moore como el nuevo James Bond en la película 007 Alta tensión. Aunque los productores se mostraron muy satisfechos con las actuaciones y el trabajo que desempeñó durante la preproducción, éstos pusieron como excusa que el público no aceptaría un "James Rubio" ("James Blond"; juego de palabras Bond por Blond rubio), despidiéndolo y dándole el papel a Timothy Dalton, un actor que también tendría un mentón parecido al de Hamilton solo que éste era de pelo castaño. Visto que no optaron por cambiarle el color del pelo a Tony, la razón de fondo para despedirlo en el último momento fue su homosexualidad. La vida personal de Tony era totalmente opuesta al estilo de vida del personaje de James Bond: un rompecorazones mujeriego. Los productores, entre ellos Albert R. Broccoli no sabían cómo iba a reaccionar el gran público con un actor que vivía abiertamente su homosexualidad al frente de ese papel. Tiempo atrás ya habían sufrido una tormenta en los grandes medios de comunicación cuando se descubrió que la actriz Tula Cossey, había nacido hombre.

British actor Antony Hamilton, 30, who replaced Jon-Erik Hexum in the recently shelved CBS series COVER UP, has been talking with producer Albert "Cubby" Broccoli about replacing Roger Moore, 57 , as James Bond. Broccoli hasn't tendered an offer, says Hamilton, who claims to be undecided about stepping into the role. "It all depends on how Cubby Broccoli conceives the new Bond," contends Hamilton. Some reviews of the latest Bond flick, A View to A Kill, have suggested that Moore is getting to old to play the dashing secret agent. (by Rebecca Bricker) People Magazine, June 17, 1985 Vol. 23 No. 24

En 1985 se estrenó el telefilm "Mirrors" (Espejos). Posteriormente, al año siguiente en 1986, realizó una breve aparición en la comedia "Jumpin' Jack Flash" (en la escena del restaurante); participó además como actor invitado en el duodécimo capítulo de la tercera temporada ("Man of her dreams") de la serie El autoestopista y en el sexto episodio de la segunda temporada ("Nightsong") de la serie The New Twilight Zone. En 1987 también participaría como actor invitado en el primer episodio de la segunda temporada ("The Lung Goodbye") de la serie La ley de Los Ángeles y en el tercer episodio de la primera temporada ("Modern romance") de la serie The Charmings.
Hamilton seguiría alternando su carrera de actor con la de modelo, interviniendo en algún que otro anuncio de televisión.
En su tiempo libre Tony frecuentaba al volante de su descapotable Mercedes Benz 450SL negro, el circuito de clubs nocturnos de ambiente gay en West Hollywood; en acudir a entrenar al "Sports Connection" (n.º 8612 de Santa Monica Boulevard) y por supuesto en reunirse para cenar y jugar a las cartas con su círculo íntimo de amigos.
Después de intervenir en 1988 en el film de Serie B "Howling 4" (Aullidos 4), entre 1988 y 1990 interpretó durante las dos temporadas que estuvo en antena al agente secreto Max Harte del "remake" de la mítica serie de la década de 1960: Mission: Impossible (1988)", donde compartió reparto con el veterano Peter Graves (que retomó su papel de Jim Phelps) y la actriz Jane Badler, conocida por interpretar a "Diana" en la serie V (1984). En 1991 intervino como secundario en el thriller erótico "Fatal Instinct" (sin edición en DVD). Ese mismo año realizó su último trabajo televisivo en el episodio piloto de la serie "Contacto en California" (protagonizada por Connie Sellecca) y en dos capítulos más de dicha serie.

### Enfermedad, repercusión laboral y muerte
Tony, que había forjado su carrera de actor en torno a su imagen de aspecto robusto y muy viril, era especialmente conocido por su torso perfecto, con el rostro  atractivo y su mirada seductora. Sin embargo, la enfermedad comenzaba a hacer mella en su cuerpo; su rostro iba adquiriendo un aspecto demacrado y su cuerpo se fue volviendo cada vez más delgado. Signos físicos que delataban que al parecer estaba en las etapas avanzadas del SIDA. Por ello, cuando su energía y su porte falló, perdió su capacidad para trabajar. Para él su carrera de actor lo era todo.
No pasó mucho tiempo antes de que el rumor se pusiera en marcha, y en poco tiempo, expertos de la industria fueron muy conscientes de su preocupante problema de salud. Directores de casting dejaron de llamarle para las audiciones y pruebas, y los productores y ejecutivos de los estudios que una vez le cantaron alabanzas, lo evitaban. Al verse que no volvería a trabajar en la profesión que amaba, acabó tirando la toalla.
Su último trabajo fue en el año 1992, a partir de ahí, vivió de lo que le quedaba ahorrado de cuando trabajó durante las dos temporadas de Misión: Imposible (1988) y de los pequeños royalties que estaban por serle pagados. Durante su vida, casi había gastado más dinero del que había ganado: estaba en la ruina. Mientras estaba hospitalizado, su piso fue embargado por el banco. Ya a principios del año 1994, desesperanzado sólo quería morir. Durante ese año, cayó una y otra vez enfermo, a pesar de que sus amigos intentaron animarle; hacer que saliera y le decían que luchase por su vida, pero fue en vano: ya se había rendido.

All his life, Tony had spent more money than he earned. Now he was broke. While he was hospitalized, his condominium was repossessed by the bank. He was without hope and, by the early 1994, he just wanted to die. That year he got sicker and sicker until he finally did. I am convenced a stronger will to live would have saved Tony. (Toda su vida, Tony había gastado más dinero del que ganaba. Ahora él estaba en la ruina. Mientras estaba hospitalizado, su condominio fue embargado por el banco. Estaba desesperanzado y, a principios de 1994, sólo se quería morir. Ese año se puso cada vez más enfermo, hasta que finalmente lo hizo. Estoy convencido de que una voluntad más fuerte para vivir habría salvado a Tony) Joe Rothschild - Signals: An Inspiring Story of Life After Life (ISBN 1-57731-179-5) (pag. 54)

En aquellos días, el combinado de tres fármacos conocido como el "cóctel", utilizados en la actualidad para tratar eficazmente contra el VIH y prolongar la vida de los portadores del virus, aún no había sido desarrollado por los investigadores y tanto familiares, como profesionales de la sanidad, evitaban cualquier contacto con los enfermos debido al temor a contraer el virus. A muchos se les dejó morir a solas. La ignorancia se disparó hasta las nubes.

Aunque el SIDA se informó por primera vez en la prensa médica y popular en 1981, no fue hasta 1987 que el presidente Reagan habló públicamente acerca de la epidemia. Una fuente importante de apoyo de Reagan llegó desde la recién creada derecha religiosa y la Mayoría Moral que promovió la idea de que el SIDA era un castigo de Dios y que el movimiento de derechos gay tuvo que ser detenido. El SIDA era visto como la manera natural de limpiar la sociedad de "basura", homosexuales y consumidores de drogas, a quienes consideraban indeseables, por lo que el SIDA se convirtió en la herramienta, y los hombres gay de la meta, por la política del miedo, el odio y la discriminación. La investigación sobre el SIDA estaba baja de fondos. Cada vez que los médicos de los Centros para el Control de Enfermedades y los Institutos Nacionales de la Salud pedían más fondos para su trabajo sobre el SIDA, fueron negados de manera sistemática. Esta falta de financiación continua a lo largo de los años de Reagan. Cuando Rock Hudson, un amigo de los Reagan, fue diagnosticado de padecer SIDA y murió en 1985, Reagan siguió sin hablar como presidente. A finales de 1989 y los años de Reagan, 115.786 hombres y mujeres habían sido diagnosticadas con SIDA en los Estados Unidos, y más de 70.000 de ellos habían muerto. Si "el Gran Comunicador" hubiera hablado o actuado antes, el SIDA podría haber sido controlado mucho antes y mucho más fácil. En su lugar, se sentó en sus manos y dejar que la pandemia del SIDA, que ahora afecta a 70 millones de personas en todo el mundo, se encuentre en una espiral fuera de control.Michael Bronski,“Rewriting the Script on Reagan: Why the President Ignored AIDS,” Jewish Daily Forward, November 14, 2003.  (accessed October 12, 2009)

Durante su último año de vida, Tony prácticamente pasó más tiempo en el hospital que fuera de éste. Falleció a la temprana edad de 42 años, el día 29 de marzo de 1995 en California, a consecuencia de una neumonía derivada de las complicaciones causadas por el virus del VIH-SIDA en su sistema inmunitario. Sus restos fueron cremados y sus cenizas esparcidas en una de las playas de la costa de Malibu (California, Estados Unidos). Sus padres, Donald y Margaret Smith, y su hermana Penelope pidieron que se realizasen aportaciones en nombre de Tony al Proyecto Sida de Los Ángeles.

Toward the end of his life he gave me a photograph of himself signed: "To a brave hero. Love Tony". I asked him what he meant, and he said: "You know, Joel, I'm just not a hero like you. AIDS is a war like any another war, - there will be casualties and heroes". (Hacia el final de su vida me dio una fotografía de sí mismo dedicada: "A un héroe valiente. Con amor Tony.". Le pregunté qué quería decir, y me dijo: "Ya sabes, Joel, no soy un héroe como tú. El SIDA es una guerra como cualquier otra guerra, habrá víctimas y héroes")
Joe Rothschild - Signals: An Inspiring Story of Life After Life (ISBN 1-57731-179-5) (pag. 55)

(...) Antony Hamilton also continued to act, most notably as another spy in ABC's revival of Mission: Impossible from 1988 to 1990. sadly, Hamilton died of AIDs-related pneumonia on March 29, 1995. Ironically, says Bob Murray, Hamilton's greatest fears in life were the disease that took his life and being forgotten after his death. (Antony Hamilton continuó actuando; su más notable fue haciendo de otro espía en el "revival" de la cadena ABC "Mission: Impossible" desde 1988 a 1990. Tristemente Hamilton murió de neumonía el 29 de marzo de 1995. Irónicamente, dice Bob Murray, los más grandes temores en la vida de Hamilton fueron la enfermedad que se lo llevó, y el ser olvidado tras su muerte)
Douglas Snauffer - The show must go on: how the deaths of lead actors have affected television series (ISBN 0-7864-3295-0) (pag. 95)

## Filmografía
| Largometrajes | Largometrajes                      | Largometrajes                          | Largometrajes                             |
| Año           | Título                             | Rol                                    | Notas                                     |
| ------------- | ---------------------------------- | -------------------------------------- | ----------------------------------------- |
| 1979          | Nocturna: Granddaughter of Dracula | Jimmy                                  | Título alternativo: Nocturna              |
| 1986          | Jumpin' Jack Flash                 | Hombre en el restaurante               | Acreditado como Anthony Hamilton          |
| 1988          | Aullidos IV: pesadilla original    | Tom                                    | Edición directa a vídeo                   |
| 1992          | Fatal Instinct                     | Bill Hook                              | Acreditado como Tony Hamilton             |
| Televisión    |                                    |                                        |                                           |
| Año           | Título                             | Rol                                    | Notas                                     |
| 1984          | Samson and Delilah                 | Sansón                                 | Telefilm                                  |
| 1984–1985     | Camuflaje                          | Jack Striker                           | Serie, 15 episodios                       |
| 1985          | Mirrors                            | Gino Rey                               | Telefilm                                  |
| 1986          | El autoestopista                   | Jim Buckley                            | 1 episodio                                |
| 1986          | The New Twilight Zone              | Simon Locke                            | 1 episodio                                |
| 1987          | The Charmings                      | Lionel Davenport III                   | 1 episodio                                |
| 1987          | La ley de Los Ángeles              | Dan Sapin                              | 1 episodio                                |
| 1988–1990     | Misión: Imposible (1988)           | Agente Especial, Sargento Maxwell Hart | 35 episodes Acreditado como Tony Hamilton |
| 1991          | P.S. I Luv U                       | Dodger                                 | Telefilm (episodio piloto)                |
| 1991          | Contacto en California             | Dodger                                 | 2 episodios Acreditado como Tony Hamilton |

## Curiosidades
- Parte de la vida de Anthony ha sido relatada por su amigo Joel Rothschild en el libro "Signals", en el que se narra la historia de cinco amigos homosexuales que son infectados por el VIH-SIDA.
- Fue pareja del hijo adoptivo de Nat King Cole: Nat Kelly Cole (1959-1995), quien también fallecería por causas derivadas del SIDA.
- Coprotagoniza el videoclip de Sheena Easton "Swear", en que fue además coreógrafo.
- Cuando ya iba a encarnar a al agente James Bond 007 en la película de 1987 007 Alta tensión, fue despedido porque al productor Albert R. Broccoli le preocupaba la repercusión negativa en los medios de comunicación y entre el público que podría desatarse al escoger a un actor abiertamente homosexual para dar vida a ese personaje.
- En la película Jumpin' Jack Flash protagoniza el gag en el que Whoopi Goldberg se queda plantada en la escena del restaurante casi al final de la película.